# بوب أرمسترونغ (لاعب هوكي الجليد)
بوب أرمسترونغ هو لاعب هوكي الجليد كندي، ولد في 7 أبريل 1931 في تورونتو في كندا، وتوفي في 6 نوفمبر 1990.

## وصلات خارجية
- بوب أرمسترونغ على موقع دوري الهوكي الوطني (الإنجليزية)
- بوب أرمسترونغ على موقع EliteProspects.com (الإنجليزية)
- بوب أرمسترونغ على موقع HockeyDB.com (الإنجليزية)
- بوب أرمسترونغ على موقع Hockey-Reference.com (الإنجليزية)